# Casa Antoni Carreras i Robert
La Casa Antoni Carreras i Robert és un edifici de Sitges del 1908, obra de l'arquitecte barceloní Eduard Mercader i Sacanella.
L'edifici està situat en la cruïlla dels carrers Sant Isidre i Francesc Gumà, enretirat respecte a la línia del carrer, cosa que permet la contemplació de l'àmplia façana rere un petit jardí. La casa està formada per un cos central, més alt, que conté l'escala (com ho indiquen les obertures de les finestres), i dos cossos laterals de planta i pis. En el de l'esquerra hi ha l'entrada i una gran terrassa amb vistes al jardí, i en el de la dreta un terrat a la catalana tancat per una barana calada d'inspiració gòtica. Les finestres estan rematades per trenca-aigües amb florons.
La documentació conservada a l'arxiu municipal de Sitges permet datar aquest edifici l'any 1908. El dia 21 de gener, Francesc Carreres i Robert va demanar permís per la construcció de la casa d'acord amb el plànols de l'arquitecte E. Mercader, signats l'11-1-1908. L'aprovació va ser donada el dia 23 de gener del mateix any. Actualment (2014) és d'ús hoteler.